# Iridopsis delicata
Iridopsis delicata är en fjärilsart som beskrevs av Butler 1878. Iridopsis delicata ingår i släktet Iridopsis och familjen mätare. Inga underarter finns listade i Catalogue of Life.